# HD 172555
HD 172555 – gwiazda znajdująca się w konstelacji Pawia w odległości ok. 95 lat świetlnych od Ziemi.
Analiza danych pochodzących z obserwacji prowadzonych Kosmicznego Teleskopu Spitzera wskazuje, że w pobliżu tej gwiazdy tysiące lat temu doszło do zderzenia dwóch planet skalistych, z których jedna miała wymiary Merkurego, a druga Księżyca.
Urządzenia satelity zarejestrowały ślady zderzenia w postaci rozległych połaci skalistych odłamków, pyłu krzemionki, fragmentów zakrzepłej lawy zwanych tektytami oraz gigantycznych obłoków tlenku krzemu. Na podstawie obserwacji udało się odtworzyć przebieg katastrofy. Dwie planety krążące wokół HD 172555 jednocześnie zbliżały się do siebie z prędkością 10 km/s. Energia, która powstała wskutek zderzenia spowodowała roztopienie i wyparowanie olbrzymiej masy skalnej wyrzuconej w efekcie w przestrzeń kosmiczną. Mniejszy obiekt został całkowicie zniszczony, a większy w znacznym stopniu uszkodzony.
Ponieważ gwiazda HD 172555 jest gwiazdą młodą liczącą 12 milionów lat, znajduje się więc jeszcze we wczesnym stadium kształtowania się układu planetarnego. Zderzenie to jest więc potwierdzeniem teorii, zgodnie z którą we wczesnym etapie powstawania Układu Słonecznego miały miejsce podobne zderzenia dużych obiektów kosmicznych. W wyniku takich katastrof mógł powstać Księżyc lub Charon. Zderzenia tego typu nie są rzadkością wokół młodych gwiazd, mają jednak istotne znaczenie dla kształtowania się planet podobnych do Ziemi oraz ich naturalnych satelitów.